# Matilde Montoya
Matilde Petra Montoya Lafragua (Città del Messico, 14 marzo 1859 – Città del Messico, 26 gennaio 1939) è stata un medico messicano.
Lavorando inizialmente come ostetrica, divenne una delle prime donne a frequentare e diplomarsi alla Scuola di Medicina, conseguendo il dottorato nel 1887. Montoya ha avuto un ruolo importante nel consolidamento sociale dei diritti delle donne e nei movimenti per l'istruzione e l'occupazione femminile. Ci sono, tuttavia, alcune prove che una donna di nome Zenaida Ucounkoff abbia studiato medicina nel 1877.

## Biografia
Matilde Montoya era la seconda figlia di Soledad Lafragua e José María Montoya, ma crebbe come se fosse figlia unica a causa della morte della sorella. Fin dalla più tenera età Matilde, cominciò a mostrare interesse per lo studio, grazie al sostegno e alle lezioni che le diede sua madre. Ha completato l'istruzione primaria all'età di 12 anni ma era troppo giovane per poter iniziare l'istruzione superiore. Fu incoraggiata dalla sua famiglia, ma soprattutto dalla madre, a studiare ginecologia e ostetricia. Dopo la morte del padre, Matilde si iscrisse alla Scuola di Ostetricia. La scuola era affiliata alla Scuola Nazionale di Medicina e si è esercitata nell'ospedale di San Andrés Cholula. In seguito è stata costretta ad abbandonare questa carriera, a causa dei problemi economici che la sua famiglia ha dovuto affrontare. Ha poi scelto di iscriversi alla Scuola di ostetricia della Casa della Maternità, che si trova nelle Isole Revillagigedo.

### Formazione medica
All'età di 16 anni Montoya ha ricevuto il titolo di ostetrica praticando prevalentemente a Puebla fino all'età di 18 anni. Ha lavorato, agli inizi, come assistente chirurgico sotto la guida dei medici Luis Muñoz e Manuel Soriano. Alcuni medici condussero una campagna contro di lei, definendola massone e protestante. In Puebla, si iscrive alla Scuola di Medicina. Ha soddisfatto i requisiti per chimica, fisica, zoologia e botanica, per cui ha superato l'esame di ammissione. Nel 1882 fu ammessa alla Scuola di Medicina di Città del Messico. Matilde Montoya si è laureata in ostetricia alla Scuola di Medicina dopo aver superato gli esami di medicina, chirurgia e ostetricia.
Quando nel 1887 si è laureata in medicina presso la Scuola di Medicina del Messico, oggi Facoltà di Medicina della Università nazionale autonoma del Messico, il Presidente Diaz e sua moglie si sono presentati personalmente per congratularsi con lei. Il Secretario de Gobernación (Segretario dell'Interno) la proclamò medico di chirurgia e ostetricia. Matilde Montoya è diventata la prima donna medico certificato del Messico. Tuttavia, nonostante i suoi voti eccezionali, si è cercato di sfidare il riconoscimento dei suoi studi presso la Facoltà Nazionale di Medicina. Come donna, Montoya affrontò dei pregiudizi nell'intraprendere la professione medica in contrasto con le norme sociali. Tuttavia, i successi di Montoya furono un progresso per le donne nel tentativo di aumentare la loro partecipazione nel campo della medicina, tradizionalmente dominato dagli uomini.

## Riconoscimenti
Maltide Petra Montoya Lafragua è stata un illustre medico professionista nei settori della ginecologia, ostetricia e pediatria. In risposta alle critiche dei suoi detrattori, José de la Cruz Porfirio Díaz Mori, all'epoca Presidente del Messico, riconobbe la capacità di Montoya e mostrò il suo sostegno concedendole una borsa di studio. Porfirio Díaz fu un sostenitore della educazione di base delle donne della classe media e alta come opportunità per progredire nella medicina.

## Eredità
Montoya è stata un'importante leader e membro di numerose organizzazioni femminili, insieme ad altre pioniere della medicina femminile. Faceva parte di un gruppo di almeno 27 medici donne che facevano parte di 42 diverse associazioni femministe. Queste associazioni di attiviste sono nate all'inizio del ventesimo secolo, che è stato un periodo importante per il movimento sociale del femminismo in Messico. Il movimento avrebbe continuato a prendere slancio dopo gli anni '90 che hanno segnato un cambiamento chiave nella politica messicana. Il consolidamento di queste comunità nazionali di medici ha dimostrato la domanda di pari diritti per le donne.